# Disclosure (film, 2026)
Pour les articles homonymes, voir Disclosure.
Ne doit pas être confondu avec Disclosure (film, 2020).
Pour plus de détails, voir Fiche technique et Distribution.
Disclosure est un film de science-fiction américain réalisé par Steven Spielberg et dont la sortie est prévue en 2026. 
Le scénario raconte une histoire autour d'ovnis, écrite par David Koepp d'après une idée du réalisateur.

## Fiche technique
Sauf indication contraire, les informations mentionnées dans cette section peuvent être confirmées par la base de données cinématographiques IMDb,  présente dans la section « Liens externes ».
- Titre de travail : The Dish
- Titre original : Disclosure
- Réalisation : Steven Spielberg
- Scénario : David Koepp, d'après une histoire de Steven Spielberg
- Musique : N/A
- Décors : Adam Stockhausen
- Costumes : Paul Tazewell
- Photographie : Janusz Kamiński
- Montage : N/A
- Production : Kristie Macosko Krieger et Steven Spielberg
  - Producteur délégué : Chris Brigham
- Société de production : Amblin Entertainment
- Société de distribution : Universal Pictures
- Budget : N/A
- Pays de production :  États-Unis
- Langue originale : anglais
- Format : couleur
- Genre : science-fiction
- Dates de sortie[1] : Dates sujettes à modification
  - France : 10 juin 2026
  - États-Unis : 12 juin 2026

## Distribution
- Emily Blunt
- Josh O'Connor
- Colin Firth
- Eve Hewson
- Colman Domingo
- Wyatt Russell
- Noah Robbins
- Chavo Guerrero, Jr
- Lance Archer
- Brian Cage

## Production

### Genèse et développement
En avril 2024, il est annoncé que le prochain projet de Steven Spielberg sera un film d'ovni basé sur une intrigue imaginée par le cinéaste lui-même, avec David Koepp au scénario,. Les deux hommes avaient déjà collaboré pour Jurassic Park (1993) et sa suite Le Monde perdu : Jurassic Park (1997), La Guerre des mondes (2005) et Indiana Jones et le Royaume du crâne de cristal (2008).
En mai 2024, Universal Pictures est annoncé pour distribuer le film. En juillet 2024, le projet est annoncé sous le titre The Dish, avant d'être rebaptisé Disclosure lorsque le tournage débute,.

### Attribution des rôles
En juin 2024, Emily Blunt est évoquée pour le rôle principal. En août, c'est au tour de Colin Firth d'être annoncé en négociation, alors que la participation d'Emily Blunt est officiellement confirmée. C'est ensuite Eve Hewson qui est évoquée. En septembre 2024, Colman Domingo rejoint la distribution alors que Colin Firth et Eve Hewson sont officiellement liés au film. En décembre 2024, Wyatt Russell entre en négociation pour un rôle alors que la présence de Josh O'Connor est officialisée.
En mars 2025, le catcheur Chavo Guerrero, Jr révèle avoir tourné dans le film.

### Tournage
Le tournage débute le 26 février 2025 sous le faux-titre Non-View. Les prises de vues doivent durer jusqu'à l'été, dans le comté de Cape May et les township de Montville et Buena Vista, dans l'état du New Jersey.  Elles doivent également avoir lieu dans l'état d'Atlanta, New York et Huntington,,,,.
En mars 2025, l'équipe tourne sur la Cape May Seashore Lines (en), une ligne de chemin de fer du New Jersey.

## Sortie et accueil
Un temps prévue pour le 15 mai 2026, la sortie américaine du film est fixée au 12 juin 2026.